# Tiberio Cortesi
Tiberio Cortesi (falecido em 1602) foi um prelado católico romano que serviu como bispo de Lavello (1578–1602).

## Biografia
A 9 de julho de 1578, Tiberio Cortesi foi nomeado pelo Papa Gregório XIII como Bispo de Lavello. Cortesi serviu como Bispo de Lavello até à sua morte em 1602.